# Ballymena United Football Club 2012-2013
Questa voce raccoglie le informazioni riguardanti il Ballymena United Football Club nelle competizioni ufficiali della stagione 2012-2013.

## Stagione
In Irish Cup superano il Warrenpoint Town (2-1), uscendo al sesto turno contro il Coleraine (2-3). In campionato la squadra giunge ottava, salvandosi con diversi turni d'anticipo.

## Rosa
| N. |                             | Ruolo | Calciatore     |
| -- | --------------------------- | ----- | -------------- |
| 1  | Irlanda del Nord (bandiera) | P     | Dwayne Nelson  |
| 2  | Irlanda del Nord (bandiera) | D     | Tony Kane      |
| 3  | Irlanda del Nord (bandiera) | D     | Ross Black     |
| 4  | Irlanda del Nord (bandiera) | D     | Richard Vauls  |
| 5  | Irlanda del Nord (bandiera) | D     | Denver Gage    |
| 6  | Irlanda del Nord (bandiera) | D     | Aaron Stewart  |
| 7  | Irlanda del Nord (bandiera) | C     | Gary Thompson  |
| 8  | Irlanda del Nord (bandiera) | C     | Gavin Taggart  |
| 9  | Irlanda del Nord (bandiera) | A     | James Costello |
| 10 | Irlanda del Nord (bandiera) | C     | Allan Jenkins  |
| 11 | Irlanda del Nord (bandiera) | C     | David Cushley  |
| 12 | Irlanda del Nord (bandiera) | C     | Alan Teggart   |

| N. |                             | Ruolo | Calciatore      |
| -- | --------------------------- | ----- | --------------- |
| 15 | Irlanda del Nord (bandiera) | C     | Mark Surgenor   |
| 16 | Irlanda del Nord (bandiera) | D     | David Munster   |
| 17 | Irlanda del Nord (bandiera) | D     | Michael Ruddy   |
| 18 | Irlanda del Nord (bandiera) | P     | Stuart Addis    |
| 19 | Irlanda del Nord (bandiera) | C     | Alan Davidson   |
| 20 | Irlanda del Nord (bandiera) | D     | Chris Rodgers   |
| 21 | Irlanda del Nord (bandiera) | D     | Jonathan Taylor |
| 22 | Irlanda del Nord (bandiera) | D     | David Reid      |
| 23 | Irlanda del Nord (bandiera) | A     | Jamie Davidson  |
| 24 | Irlanda del Nord (bandiera) | A     | Neil Lowry      |
| 25 | Irlanda del Nord (bandiera) | D     | Corey Price     |
| 26 | Irlanda del Nord (bandiera) | A     | James McCabe    |